# 海原県
海原県（かいげん-けん）は、中華人民共和国寧夏回族自治区中衛市に位置する県。

## 歴史
秦代は北地郡、漢代は安定郡、三国時代は原州に属した。隋朝により平涼郡が設置されたが唐朝により原州に戻されている。
707年（神龍3年）、唐朝により蕭関県が設置されると、県域には原州蕭関県と会州会寧県が設置されている。五代には吐蕃の支配下に置かれ、1002年（咸平5年）、タングート勢力は現在の県域にあたる天都山を占拠、1038年（天授礼法延祚元年）、西夏の版図とされ、県域西部に南牟会城を設置している。1099年（元符2年）、宋朝がこの地を奪回すると西安州を設置、秦鳳路の管轄としたが、1126年（元徳8年）、西夏が再び占拠し南威州または安州と改称された。
元代になるとこの地の人口が増加し、海喇都原と称されるようになり、やがて海喇都堡が設置され開城路の管轄となった。明代は楚王及び黔寧王の牧地とされ、海喇都堡は海城と称されるようになり固原州の管轄とされて。成化年間には西安・鎮戎・平虜守禦千戸所が設置されている。清初は平涼府に属したが、1646年（順治3年）、平涼府塩茶同知に移管されている。
1874年（同治13年）、海城県が設置され中華民国まで沿襲されたが、1914年（民国3年）、遼寧省に同名の県が存在したことから海原県と改称、甘粛省平涼専区の管轄とされた。
1949年8月、県域は中国共産党の実効支配下に於かれることとなった。1953年12月、固原回族自治州の所管とされ、更に1958年10月に寧夏回族自治区固原専区に移管された。1970年に固原専区は固原地区と改称、2001年の固原地区の廃止と、地級市としての固原市の成立により海原県も移管されている。2003年12月31日、海原県は中衛市に移管されることが決定し、2004年2月10日に新設された中衛市に編入された。

## 行政区画
- 鎮:海城鎮、李旺鎮、西安鎮、三河鎮、七営鎮
- 郷:史店郷、樹台郷、関橋郷、高崖郷、鄭旗郷、賈塘郷、曹窪郷、九彩郷、李俊郷、紅羊郷、関荘郷、甘城郷